# Systèmes bismarckiens
 (février 2024).
Si vous disposez d'ouvrages ou d'articles de référence ou si vous connaissez des sites web de qualité traitant du thème abordé ici, merci de compléter l'article en donnant les références utiles à sa vérifiabilité et en les liant à la section « Notes et références ».
 (février 2024).

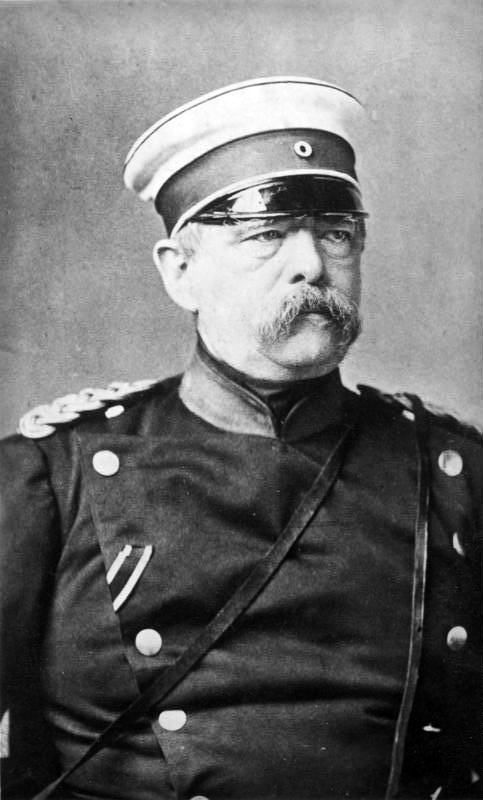
Otto von Bismarck, chancelier impérial de 1871 à 1890.

Les systèmes bismarckiens (Bündnispolitik, littéralement : politique d'alliances) sont les alliances stratégiques mises en place par Otto von Bismarck, chancelier allemand, de l'unification allemande en 1871 à son départ du pouvoir en 1890. L'objectif des systèmes bismarckiens est de sécuriser les frontières du nouvel Empire allemand en passant par l'entretien de bonnes relations à la fois avec l'Autriche-Hongrie et la Russie, malgré la rivalité des deux pays dans les Balkans, tout en isolant la France. 

## But
Otto von Bismarck est conscient de la situation géographique exposée de l'Allemagne et craint une guerre sur deux fronts (Zwei-Fronten-Krieg). De plus, le renforcement militaire et économique de l'Allemagne par la création de l'empire signifie un changement dans l'équilibre des puissances européennes. Le but principal de Bismarck consiste à en mettre un nouveau en place en Europe à l'aide d'une politique extérieure particulièrement modérée, qui contraste avec le pouvoir autoritaire de sa politique intérieure. Par ailleurs, la France éprouve envers Bismarck un sentiment de revanche à cause de la perte de l'Alsace-Lorraine. Bismarck sait qu'une réconciliation avec la France est impossible et qu'il doit faire face à une rivalité durable avec son voisin de l'ouest.
Pour échapper au « cauchemar des coalitions », il décide de créer une situation dans laquelle toutes les puissances auraient besoin de l'Allemagne, comme il le résume dans le Kissinger Diktat de 1877. Il s'agit donc d'instaurer de bonnes relations avec les pays autres que la France. C'est ainsi qu'il élaborers de nombreuses alliances stratégiques, que l'on nomme « systèmes bismarckiens », avec les autres puissances européennes.

## Alliances

### L'Entente des trois empereurs
L'Entente des trois empereurs (Dreikaiserabkommen) est le premier système bismarckien et s'agit d'une alliance entre l'Empire allemand, l'Autriche-Hongrie et l'Empire russe, mise en place en 1872. Bismarck croit que la Russie doit être tenue à l'écart de la France par une alliance avec l'Allemagne et qu'une réconciliation avec l'Autriche-Hongrie doit être envisagée pour retirer à la France la possibilité d'avoir un éventuel allié. Malgré le conflit au sujet des intérêts entre l'Autriche-Hongrie et la Russie, Bismarck arrive à éveiller des intérêts communs : la solidarité entre les régimes monarchiques, le combat contre le socialisme...
Toutefois, cette alliance n'est pas à toute épreuve. Par exemple, en 1875, lors de la crise Krieg-in-Sicht, il apparait qu'en cas d'attaque de l'Allemagne contre la France, le scénario le plus vraisemblable serait une alliance anti-allemande du Royaume-Uni et de la Russie.
Bismarck organise le congrès de Berlin en juillet 1878 et réussit à servir de médiateur entre l'Autriche-Hongrie et la Russie, ce qui est le point fondamental de sa diplomatie. Il joue le rôle d'honnête agent de change (ehrlicher Makler), manifeste des volontés de paix et de délimitation de l'Allemagne, démontre en même temps son rôle diplomatique central en Europe et isole donc la France. La Russie est insatisfaite des résultats du congrès, ce qui mer fin à Entente des trois empereurs.

### La Duplice
La Duplice (Zweibund) créée en 1879, concerne l'Autriche-Hongrie et l'Allemagne. L'accord secret défensif est dirigé contre la Russie et  la France, son éventuel allié. Il assure un soutien mutuel dans le cas d'une attaque russe. Selon Bismarck, la Russie est un partenaire auquel on ne peut pas se fier, bien qu'elle reste cependant un partenaire important.

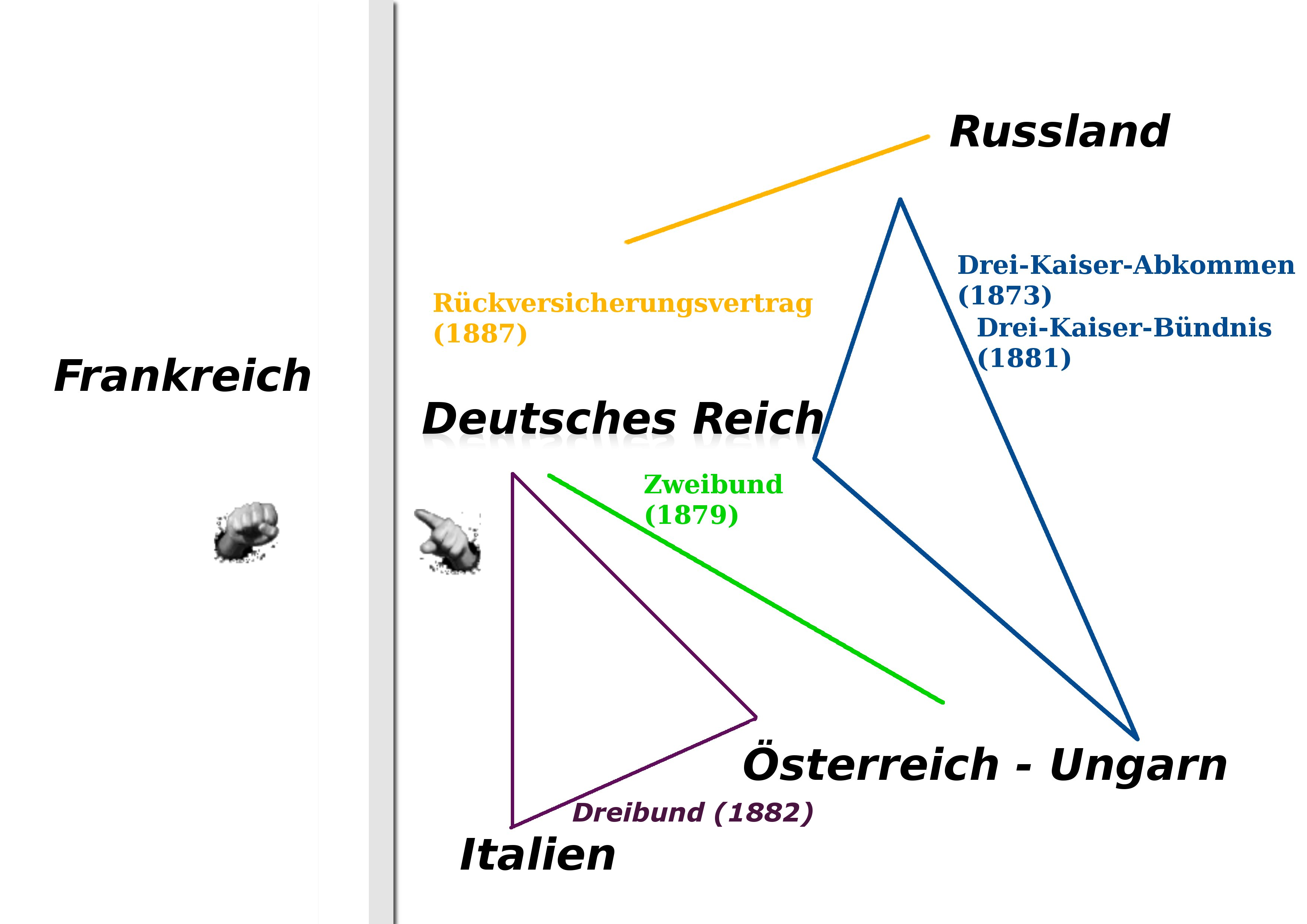
Les alliances de Bismarck

### Le Traité des trois empereurs
Mis en place en 1881, le nouveau Traité des trois empereurs (Dreikaiserbündnis) allie l'Allemagne, l'Autriche-Hongrie et la Russie. Les trois pays s'assurent une bienveillante neutralité dans le cas d'une guerre. Bien que la rivalité entre la Russie et l'Autriche-Hongrie ne soit pas adoucie. ce renouvellement de l'Entente des trois empereurs est pour Bismarck un moyen d'éviter la guerre sur deux fronts. En 1884, le traité est ainsi renouvelé pour les trois années suivantes, mais la Russie se retirera du traité.

### La Triplice
Créée en 1882, la Triplice (Dreibund) concerne l'Allemagne, l'Autriche-Hongrie et l'Italie. Il s'agit en fait d'une extension de la Duplice mais avec l'Italie. Les trois pays s'assurent donc une protection et une aide réciproque dans le cas d'une attaque française. L'Italie se sent alors menacée par la politique coloniale de la France en Tunisie.

### Le Traité de réassurance
En 1887, le Traité de réassurance (Rückversicherungsvertrag) unit à nouveau l'Allemagne à la Russie. Après cinq mois de négociations, les engagements de neutralité des deux pays sont actionnés et renforcés en cas d'une attaque austro-hongroise contre la Russie ou d'une guerre entre la France et l'Allemagne, quel que soit l'attaquant. De plus, l'Allemagne se déclare prête à soutenir les intérêts de la Russie en ce qui concerne la question des Balkans et des détroits.

## Stratégie

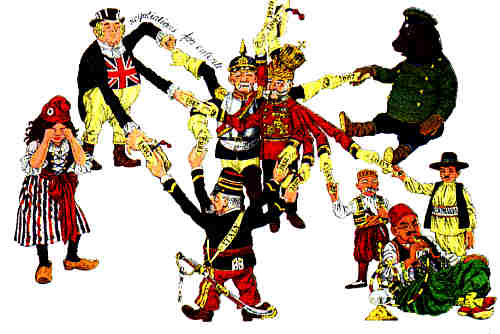
Marianne pleure, isolée par le méchant Bismarck des autres Européens.

Chaque alliance de Bismarck manifeste une realpolitik en faveur de l'Allemagne, avec la préoccupation permanente de protéger l'Allemagne dont la situation géographique est très exposée en Europe centrale. Les alliances sont aussi un moyen de renforcer la puissance du pays ainsi que l'image de Bismarck. Bismarck cherche à maintenir de bonnes relations avec le maximum de puissances de façon à disposer du maximum de possibilités, en évitant à tout prix de se retrouver isolé. Bismarck cherche par ailleurs à disposer de ces choix le plus tard possible. En restant en retrait pour être le dernier pays à s'engager, l'Allemagne, dominée par la Prusse, peut promouvoir au mieux son intérêt. C'est d'ailleurs par cette stratégie que la Prusse augmente progressivement accru son pouvoir bien avant Bismarck. Les principales difficultés sont la position géographique de l'Allemagne l'exposant à une alliance franco-russe dévastatrice, le conflit d'intérêts entre l'Autriche-Hongrie et la Russie et l'affaiblissement historique de la légitimité conservatrice.
La première de ses alliances, l'Entente des trois empereurs, comprend la Russie et l'Autriche-Hongrie, les deux plus grandes puissances européennes conservatrices. Bismarck est alors protégé de toute attaque venant de la France, qui, à son grand dam, a été définitivement aliénée par l'annexion de l'Alsace-Lorraine. Pour se prémunir complètement du revanchisme français, Bismarck tente d'entretenir les meilleurs rapports possibles avec toutes les autres puissances. Au-delà de la première alliance, Bismarck veut subventionner une compensation d'intérêts entre le Royaume-Uni et la Russie, bien que ces deux maintiennent des relations tendues. Bismarck sait comment créer des points communs entre les deux empereurs avec la critique de l'État républicain français, qu'il considère comme dangereux pour le maintien de la paix en Europe. Bismarck, qualifié ainsi d'« honnête agent de change » (ehrlicher Makler), réussit à défendre les intérêts des puissances européennes lors du congrès de Berlin (Berliner Kongress) en 1878, où plusieurs décisions concernant ses participants : la Russie, l'Autriche-Hongrie, le Royaume-Uni, la France, l'Empire ottoman, l'Italie et l'Allemagne, ont été prises.
Par la Duplice, Bismarck perd la Russie en conflit avec l'Autriche-Hongrie à propos des Balkans. Bismarck considère que la Russie est indispensable à ses alliances. Alliée à la France, la Russie contraindrait l'Allemagne à se battre sur deux fronts. Bismarck a bien conscience de cet énorme avantage militaire en maintenant la séparation entre la France et la Russie, qui ont un intérêt structurel à s'allier. Pour cela, il invoquera le rejet de la France révolutionnaire ou républicaine par les puissances conservatrices et légitimistes et tente de restaurer la théorie de Metternich, bien qu'elle n'ait pas été conservée par l'Autriche-Hongrie. Par ailleurs, une alliance avec le Royaume-Uni est pour lui difficile puisqu'il craint que sa politique libérale n'ait des répercussions sur l'Allemagne. Dans la Duplice, l'Autriche-Hongrie et l'Allemagne s'engagent à s'aider dans le cas d'une attaque russe. Cependant, elles restent neutres dans le cas d'une attaque venant d'une autre puissance. Il s'agit donc d'un traité défensif (Defensivbündnis).
Ensuite, le Traité des trois empereurs permet à l'Allemagne de se protéger à nouveau du danger d'une guerre sur deux fronts. Cette alliance devient véritablement solide lorsque l'opposition entre la Russie et l'Autriche-Hongrie à propos des Balkans est circonscrite. Le traité marque le couronnement de la politique extérieure de Bismarck.

## Bilan
On constate donc que la politique extérieure de Bismarck, qui consiste à créer des alliances entre les puissances européennes afin de protéger l'Allemagne de sa situation géographique et de mettre la France à l'écart, en raison d'un sentiment de revanche que celle-ci éprouve envers l'Allemagne, est avant tout une habile stratégie. Ses alliances, appelées « systèmes bismarckiens », renforcent l'image politique du chancelier, qui réussit donc à maintenir un état de paix entre les puissances européennes.
D'ailleurs, l'empereur Guillaume Ier soutient le Reichskanzler (chancelier) jusqu'à la fin de son règne. Cependant, avec la fin de son règne et l'arrivée au pouvoir de son petit-fils Guillaume II, le succès de la politique extérieure bismarckienne prend une autre tournure. Le nouvel empereur aspire à un « règne plus personnel » et reproche à Bismarck de ne pas l'avoir assez tenu au courant au sujet de sa politique extérieure et de ses alliances avec la Russie. De plus, il élabore par la suite un programme socio-politique qui semble beaucoup plus libéral que celui de Bismarck.
Tout cela pousse le chancelier à « quitter le navire » (Der Lotse verlässt das Schiff) et à démissionner le 18 mars 1890. Ce système d'alliances ne lui survivra pas. Ainsi, la même année, le Traité de réassurance n'est pas renouvelé, et la Russie s'allie avec la France en 1893, ce qui était le cauchemar de Bismarck.